# Ferrari
Ферари (итал. Ferrari) италијански је произвођач луксузних спортских аутомобила са седиштем у Маранелу. Основао га је Енцо Ферари 1929. године, као Скудерија Ферари. Компанија је спонзорисала возаче и произвођаче тркачких аутомобила, пре уласка у производњу уличних аутомобила као Ферари 1947. године. Фијат је 1969. године стекао 50% власништва, а 2008. повећао на 85%, који још увек држи. Током своје историје, компанија је постала позната по учешћу на тркама, посебно у Формули 1, где има велики успех. Ферари друмска возила се обично гледају као симбол брзине, луксуза и богатства.
Октобра 2014. године, компанија Фијат Крајслер је саопштила да ће одвојити своју филијалу Ферари у посебну компанију, односно да ће део акција ставити на продају. По плану, 3. јануара 2016. године Ферари је и званично одвојен од Фијат Крајслер групације и постаје самостална компанија. Према саопштењу ФЦА, 10 одсто акција излази на тржиште на јавну понуду, 80% акција задржава Фијат Крајслер, с намером да их расподели акционарима, а преостали 10 одсто акција остаје у власништву породице Ферари, односно Пјера Ферарија, сина оснивача Енца Ферарија. Након лансирања, акције Ферарија се налазе на Њујоршкој берзи, под ознаком „RACE”. Слично својој бившој матичној компанији, ФЦА која послује из Торина и Детроита, Ферари NV холдинг компанија је номинално основана у Холандији, али ће произвођач аутомобила наставити своје пословање у Маранелу у Италији.